# ЛуАЗ-967
Транспортёр переднего края (ТПК), гражданское обозначение ЛуАЗ-967 — советский полноприводный плавающий автомобиль-транспортёр особо малой грузоподъемности.
ЛуАЗ-967 был создан по заказу ВДВ ВС СССР для эвакуации раненых, подвоза боеприпасов и военно-технического имущества, буксировки, а также установки отдельных видов вооружения. Опытно производился на Луцком автомобильном заводе примерно с 1965 года по 1975 год (967, 967А), было сделано около 10 машин, серийно же начал производиться с 1975 года по 1989 год (967М). В 1985 году появилась модификация 967МП.
Транспортёр имеет водонепроницаемый корпус, в передней части которого расположен двигатель МеМЗ-967. Характерной особенностью автомобиля является откидная рулевая колонка, смонтированная, как и сиденье водителя, по центру машины. Такая конструкция рулевой колонки позволяет водителю при необходимости управлять автомобилем в полулежачем положении.
В передней части машины устанавливалась помпа, на самых первых машинах её не было и автомобиль быстро тонул без откачки трюмной воды. Всего было выпущено около 7940 машин. В год выпускалось обычно по 650 автомобилей, в 1975 году — 80 машин. Автомобиль постоянно модернизировался, в зависимости от года выпуска можно выделить модификации — без фар впереди («слепая») — производилась до 1980 года и не имела тента, в 1985 году задние фары стали горизонтальными, появилась перегородка между моторным отсеком и салоном, в 1988 году поменялась форма крышки аккумулятора и щитка горловины бака.

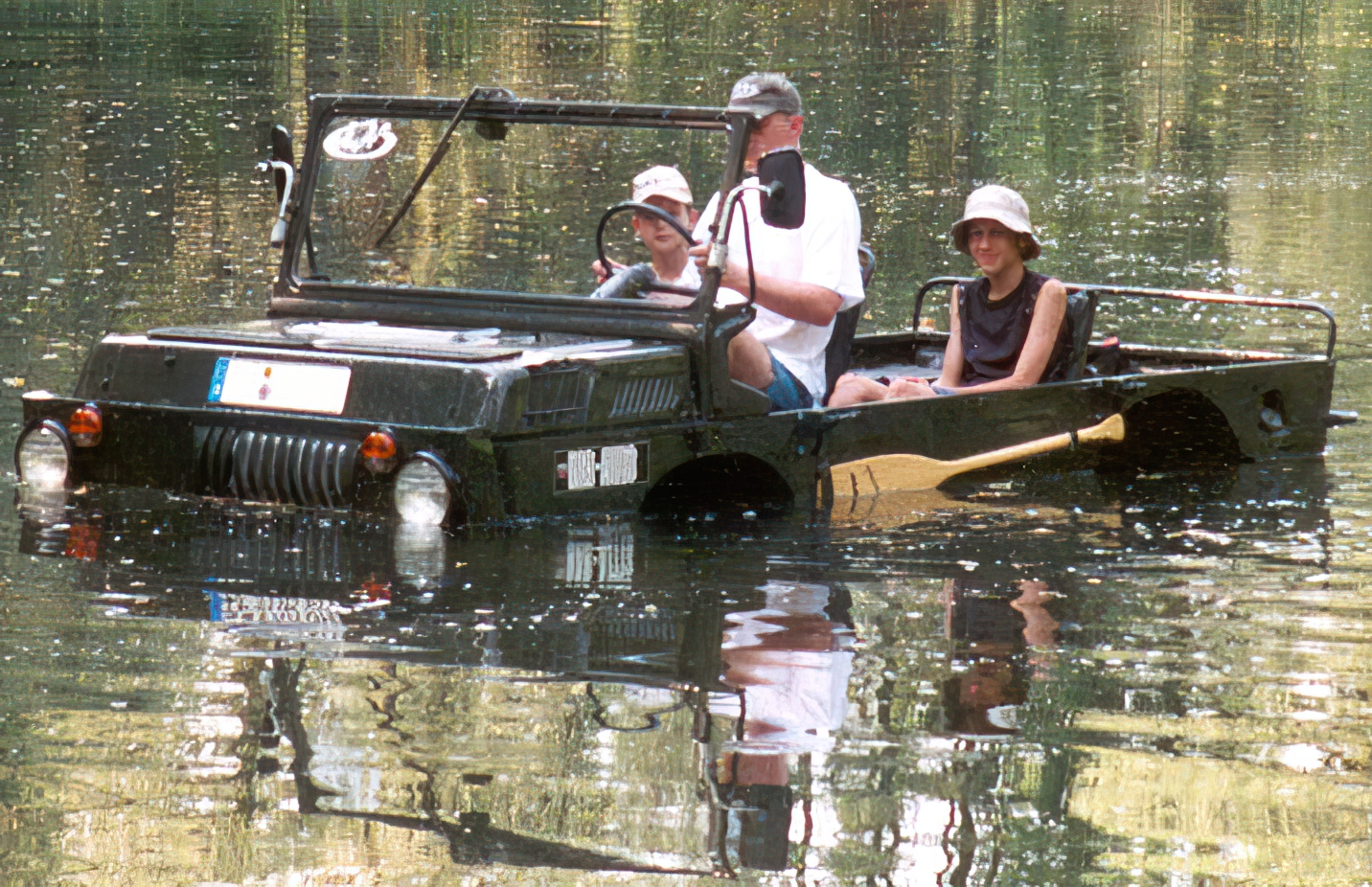
ЛуАЗ-967М на плаву.

В это время оптовая цена ЛуАЗ-967МП составляла 4690 рублей (Прейскурант № 21-01-36 утверждён Министерством автомобильного и сельскохозяйственного машиностроения СССР 27 марта 1989 г.).

## История создания
В годы Корейской войны (1949—1953) выявилась потребность в лёгком, способном плавать вездеходе для подвоза боеприпасов, эвакуации раненных с поля боя, разведки, буксировки лёгких орудий и миномётов и других аналогичных задач. ГАЗ-69, при всех своих положительных качествах, для выполнения этих функций не вполне подходил, как и созданная на его базе излишне узко-специализированная амфибия ГАЗ-46 (МАВ — «малый автомобиль водоплавающий»).
Разработка такого автомобиля началась в середине пятидесятых в НАМИ группой под руководством Б. М. Фиттермана и Ю. А. Долматовского в составе А. Е. Оксентьевича, В. А. Миронова, Ф. Г. Хайдукова, М. М. Бахмутского, В. Н. Степановой, Н. В. Лагуненок и других специалистов.
Первый опытный образец НАМИ-032Г был собран в конце 1956 года или самом начале 1957 года, он имел двухцилиндровый мотоциклетный двигатель М-72 (по другим данным — МД-65, отличавшийся верхним расположением клапанов) производства Ирбитского завода, стальное несущее основание и стеклопластиковый кузов. Подвеска — продольно-рычажная на пластинчатых поперечных торсионах. Трансмиссия обеспечивала постоянный привод на передний мост и возможность подключения заднего, межосевой дифференциал отсутствовал, так как машина предназначалась преимущественно для внедорожной эксплуатации. Для увеличения дорожного просвета и повышения крутящего момента на колёсах были применены закреплённые на концах рычагов подвески колёсные редукторы. Все трансмиссионные агрегаты объединялись друг с другом трансмиссионной трубой в единый герметичный блок, от которого отходили также герметизированные в местах выхода из картеров главных передач полуоси.

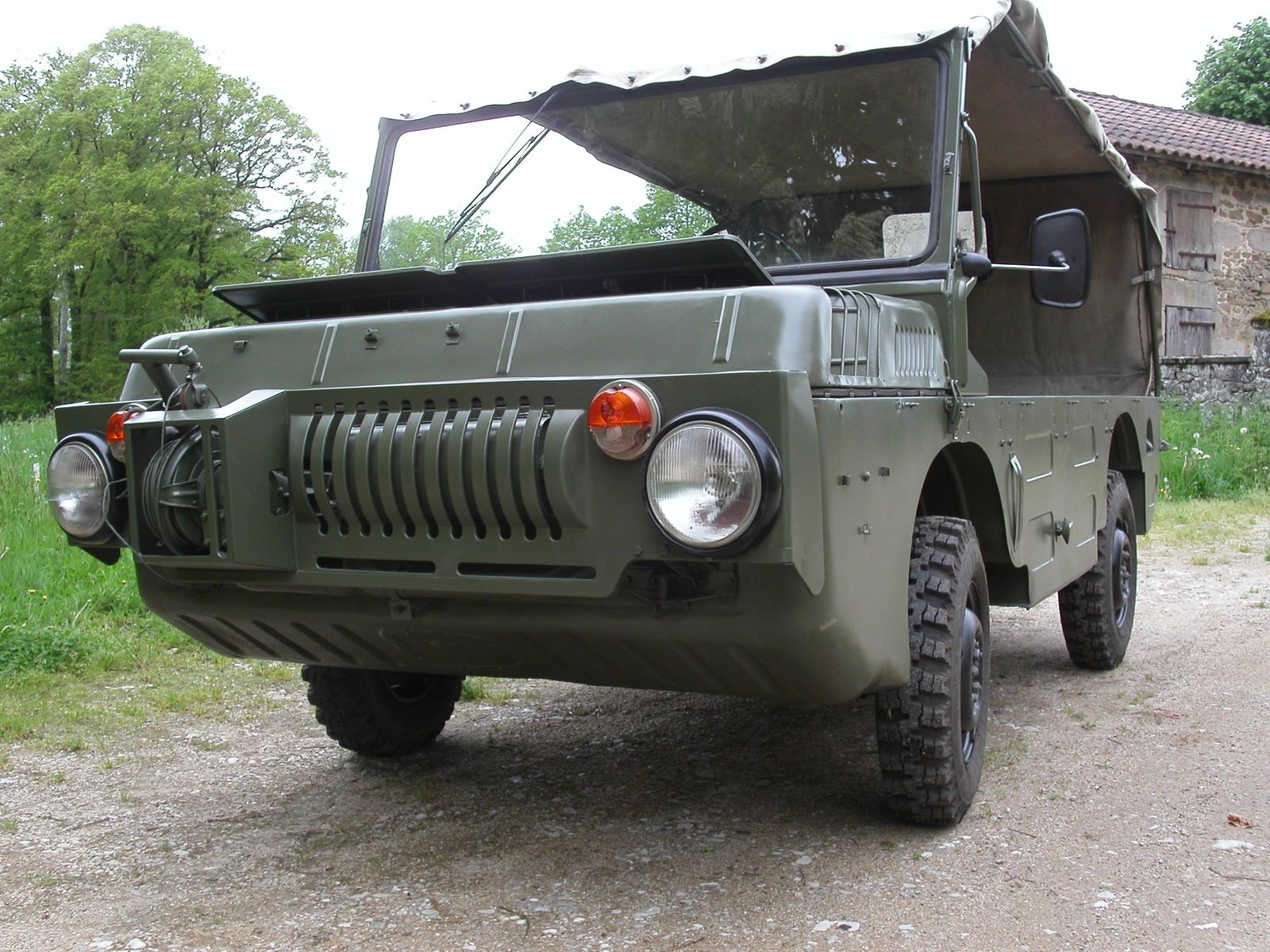
ЛуАЗ-967.

Испытания выявили недостаточные мощность и тяговые качества двигателя, а также ряд дефектов в конструкции агрегатов трансмиссии. Кроме того, пластмассовый кузов оказался неприемлемо хрупким, в особенности с учётом возможности десантирования с парашютом.
К 1961 году была разработана техническая документация и собраны прототипы модификаций НАМИ-032С (стеклопластиковый кузов) и НАМИ-032М (цельнометаллический кузов), также с мотоциклетными моторами. На них подвеску усилили для обеспечения возможности десантирования на парашюте за счёт замены пластинчатых торсионов более живучими коваными. Место водителя разместили посередине автомобиля, спиной к нему сидел санитар, а бока кузова занимали носилки с ранеными. Гребной винт отсутствовал — на воде машина передвигалась за счёт вращения колёс, так что по сравнению с «настоящими» амфибиями она была менее приспособлена к плаванию, но в большей степени к передвижению по суше. Впоследствии данное направление работ было передано на Запорожский автомобильный завод («Коммунар»).
К 1965 году запорожскими конструкторами на базе конструкции НАМИ-032М был создан прототип автомобиля-транспортёра ЗАЗ-967. Этот автомобиль всё ещё комплектовался мотоциклетным двигателем, однако в его конструкции была предусмотрена возможность использования двигателя от выпускавшегося в Запорожье микролитражного автомобиля ЗАЗ-965 «Запорожец», V-образного четырёхцилиндрового с воздушным охлаждением, значительно более мощного, тяговитого и долговечного.
После ряда доработок конструкция была передана в 1967 году для серийного производства на Луцкий автомобильный завод. Однако по требованию военных конструкцию автомобиля пришлось доработать, в частности оснастить мотором 1.2 литра МеМЗ-968. В результате чего в Луцке были построены ещё несколько опытных образцов. В 1968-72 годах был построен ряд эталонных образцов ЗАЗ-967, всего 11 экземпляров. И хотя по результатам испытаний, в 1972 году автомобиль уже как ЛуАЗ-967М был рекомендован к серийному производству, его задержка была связана с отсутствием фондов для оснастки завода. В 1973 году была построена установочная партия ТПК, однако заводу ещё не хватало шести десятков штампов для развертывания полноценного производства, которое смогло стартовать лишь в 1975 году.
Параллельно велись работы над гражданскими вездеходами НАМИ-049 «Огонёк», НАМИ-049А «Целина» и ЗАЗ-969, которые вылились в серийный выпуск модели ЛуАЗ-969 (с 1967 года), частично унифицированной с ЛуАЗ-967.

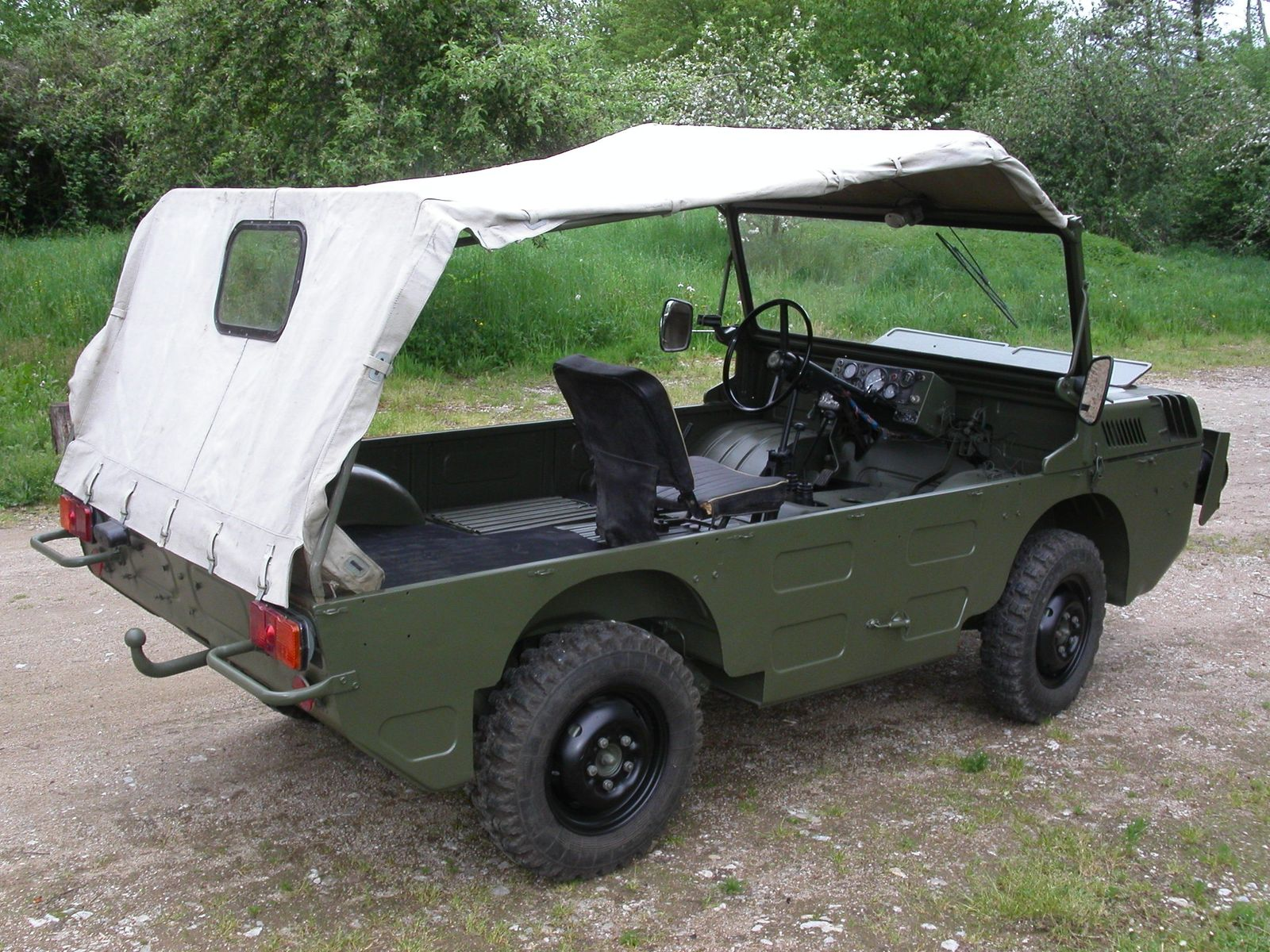
ЛуАЗ-967.

## Модификации
- ЛуАЗ-967А — от базовой модели отличался рядом усовершенствований и новым двигателем МеМЗ-967А большей мощности.
- ЛуАЗ-967М — усовершенствованный вариант модификации ЛуАЗ-967А с тем же двигателем и его модификациями, отличался от предыдущей модели электрооборудованием, унифицированным с автомобилями УАЗ, гидравликой, унифицированной с автомобилями Москвич. Годы выпуска: 1975—1988[2]. После создания производственного объединения «АвтоЗАЗ», в состав которого некоторое время входил Луцкий автозавод, гражданский вариант выпускался также под маркой ЗАЗ-967М.
- ЛуАЗ-967МП — дальнейшая модификация, согласно ТУ 37.001.1334-85.

## Участие в боевых действиях
14 августа 2014 — один вездеход ЛуАЗ-967 был передан батальону патрульной службы милиции особого назначения Миротворец для участия Вооружённом конфликте на востоке Украины.

## Сувенирная продукция
16 августа 2011 г. в рамках проекта «Автолегенды СССР» издательства DeAgostini вышел выпуск № 66 про ТПК ЛуАЗ-967М, также содержащий модель автомобиля в масштабе 1:43.